# کاتای بنک
کاتای بنک (انگلیسی: Cathay Bank) شرکت خدمات مالی و بانکداری آمریکایی است، که در سال ۱۹۶۲ تأسیس شد.